# Essex County (Massachusetts)
Essex County is een county in de Amerikaanse staat Massachusetts.
De county heeft een landoppervlakte van 1.297 km² en telt 723.419 inwoners (volkstelling 2000). De county heeft twee officiële hoofdplaatsen: Salem en Lawrence.
In 1999 werd het bestuur op countyniveau opgeheven, en werden de meeste functies bij de staat Massachusetts ondergebracht. De rechtspraak en uitvoering van de wet is nog steeds op countyniveau georganiseerd.